# Коттий
Ко́ттий (лат. Marcus Iulius Cottius; умер после 9 года до н. э.) — сын Донна, вождь лигурийских племён в названных его именем коттийских Альпах, со столицей Сегузия (ныне Суза).
Добровольно подчинился императору Августу и, с титулом префекта, остался фактическим правителем. Его сын, того же имени, унаследовал положение отца, а при императоре Клавдии смог даже расширить свои владения и получить титул царя. С его смертью в 66 году Нерон превратил царство в римскую провинцию Коттские Альпы. 
Памятник времён правления Коттия — триумфальная арка, которую тот воздвиг в 9 году до н. э. в честь Августа, в Сузе.